# Carmen Thomas
Carmen Thomas (Düsseldorf, 7 de mayo de 1946) es una periodista, presentadora de radio y televisión, escritora y conferenciante alemana. En televisión, fue la primera mujer en presentar el programa das aktuelle Sportstudio del canal ZDF. Trabajó para la radio pública, dirigiendo Hallo Ü-Wagen, durante dos décadas, un programa semanal de entrevistas itinerantes. En 1990, la revista Forbes la nombró una de las 100 mujeres más influyentes de Alemania.

## Trayectoria
Nacida en Düsseldorf, Thomas estudió alemán, inglés y pedagogía en la Universidad de Colonia. Incluso durante sus estudios, trabajó para la emisora Westdeutscher Rundfunk (WDR) en Colonia, desde 1968 como presentadora, luego como redactora colaboradora autónoma, más tarde en plantilla y también como directora de un grupo de programas (Programmgruppenleiterin).
Comenzó en el programa matinal en directo WDR Morgenmagazin, donde trabajó hasta 1974. De 1969 a 1971 fue reportera del informativo de televisión Hier und heute. En 1972, fue la primera mujer en presentar el magacín diurno de televisión lo que le valió un contrato de un año con el canal británico BBC para Midweek, el primer contrato de este tipo para una mujer alemana. Fue la primera presentadora de deportes cuando comenzó a presentar das aktuelle sportstudio del ZDF en 1973. Tras el Sportstudio, a partir de 1975 presentó durante dos años el programa de entrevistas 3 nach 9 en la emisora Radio Bremen.

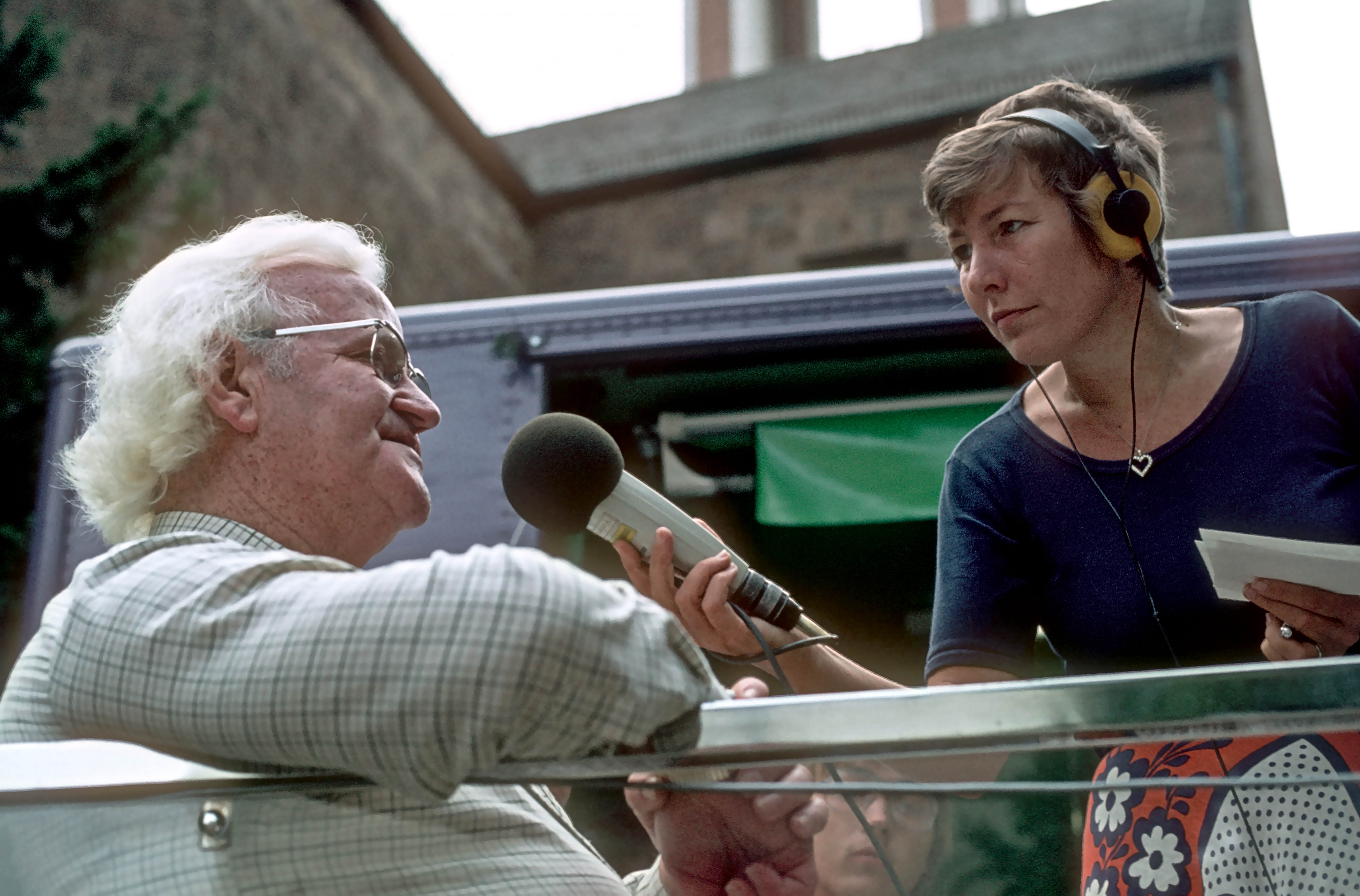
Carmen Thomas entrevistando a Erich Horstkotte, de Löhne.

De 1974 a 1994 fue directora y presentadora de Hallo Ü-Wagen (Hola Radio Van), un programa de radio itinerante que dirigía semanalmente en distintos lugares centrado en temas sugeridos por los oyentes y entrevistas en directo con expertos y el público. Por Hallo Ü-Wagen, la revista Forbes la nombró una de las 100 mujeres más influyentes de Alemania en 1990.
A partir de 1976, Thomas desarrolló uno de los primeros grupos de apoyo (Selbsthilfegruppen) en Alemania. En 1989, la WDR fundó un grupo Forum für Mitmach-Sendungen (Foro para las transmisiones participativas), que Thomas dirigió durante casi diez años.
Thomas enseñó en universidades durante trece años y ha formado a personas en comercio, política y medios de comunicación desde 1980. En 2001, fue nombrada directora ejecutiva de la ModerationsAkademie für Medien + Wirtschaft Carmen Thomas en Ehreshoven en 2001.